# ポンキッキ
ポンキッキは、フジテレビ系列で2006年4月7日から2007年3月30日まで放送されていた子供向けテレビ番組。

## 概要
2006年 - 2007年時点では数少ない民放の子供番組で、1973年より放送された『ひらけ!ポンキッキ』・『ポンキッキーズ』・『ポンキッキーズ21』の後継番組にあたる。主に未就学児童を対象としたコーナーを中心に、数分の短いコーナーを組み合わせた構成。ウェブサイトや衛星放送でもコンテンツ放送・配信がなされた。
本シリーズでおなじみのキャラクターであるガチャピン・ムック以外は出演者が総入れ替えされ、新レギュラーにウエンツ瑛士が起用された。番組リニューアルに際し『ポンキッキーズ』から始まった「P-kiesウィンドウ」が廃止され、スタジオセットは全く登場せずにロケ中心となった。
2007年3月をもってポンキッキシリーズは34年にわたるフジテレビでの地上波での放映を終了し、フジテレビとしては『ママとあそぼう!ピンポンパン』から40年続いたレギュラーの子供番組は2018年の『じゃじゃじゃじゃ〜ン!』まで消滅することになった。BSフジでは最終回のみ放送されなかった。
2008年4月7日より、BSフジにて新シリーズとして『Beポンキッキ』を放送。

## 出演者

### レギュラー
- ウエンツ瑛士[2]
- 森本レオ（オープニング・エンディング、『きかんしゃトーマス』ナレーション）
- 有野晋哉（2006年12月 - 2007年3月）
- キグルミ（2007年1月 - 3月）[3]
- 関根麻里（2007年3月）

### キャラクター
- ガチャピン（声：雨宮玖二子）
- ムック（声：松田重治）
- Pちゃん

番組開始当初に数回登場したが、後期は出番が全く無かった。
- ポン&キッキ
- コニーちゃん（声：クリス智子）
- チビミミナガバンディクート（声：イズミカワソラ）

2006年10月に『東京キッズクラブ』で放送されていた「はたらくくるま」のコーナーが2回放送され、声のみ復活した。

### その他
- air:man（2007年）

楽曲「おいでよゴリンゴ」の振り付けを担当。

## コーナー・コーナードラマ

### 主なコーナー
- タイトルコールメッセージ
- ガチャピンチャレンジ
- 今月のどうよう
- きかんしゃトーマス 第8シリーズ
2004年に本国で放送されていたシリーズを2年遅れで放送。番組終了後、第9シリーズ以降は2008年4月2日よりテレビ東京『のりスタ』に放送権が移された。
- ポンポン ポロロ 第1シリーズ
世界29カ国で放送される3DCGアニメ。ポロロの声は渡辺久美子、ナレーションは石黒賢。

※「きかんしゃトーマス」、「ポンポン ポロロ」は5月以降、週交代で放送された。
- ジャカジャカジャンケン
今回からコニーちゃんの服装が変わり、カエルのニュートンなどのサブキャラクター達の代わりにコニーちゃんが作ったロボット「コニロボ」が登場した。
当コーナーでは7月から8月の間、劇場版『ブレイブ・ストーリー[4]』のキャラクターがゲスト出演した。
- あしがたどうぶつえん（ - 2006年秋）
- ママのいちばん!（ - 2006年夏）
ウエンツが視聴者の家を訪問し、子供と一緒に様々な料理を作るコーナー。このコーナーではウエンツが様々な野菜・料理の被り物を着け、使用された被り物はコーナー終了後に視聴者にプレゼントされた。
- ポンとプレゼント!（2006年夏 - 秋）
ウエンツとガチャピン・ムックが様々な仕事をしている人に番組特製の雑巾、手袋などのプレゼントをし、その仕事の体験（動物園、パン屋、水族館の掃除、フジテレビ本社の窓ふきなど）や観光などをするコーナー。後にプレゼントは無くなり、仕事体験のみとなった。
- ラッキーでハッピー（2007年冬）
ウエンツとガチャピン・ムックが保育園や幼稚園などに訪問し、「ラッキーでハッピー」のダンスをする。最終回はこれまでのダンスがダイジェストで放送された。
- みんなのリクエスト（2006年夏のみ）
ウエンツが視聴者から届いた歌のリクエストを紹介するコーナー。
- 中国語教室（2006年夏 - 冬）
ペープサート風のガチャピン・ムックが、中国語について学ぶパペットアニメーション。
- くりさん昆虫記（2006年冬） 
エンディングで放送。昆虫学者から提供された、様々な昆虫の自然映像。
- きょうはめでタイ（2006年冬 - ）
フジテレビアナウンサーやフジテレビの様々な番組の出演者が、最近の私生活でめでたかったことについて語るコーナー。2006年冬『いけいけ!ガッチャピン』編でピエール瀧が、8年ぶりにポンキッキシリーズに出演。また、『あいのり』編では当番組のMCでもあるウエンツもこのコーナーに出演した。
- ビーンワールド（声の出演：劇団ひとり、2006年12月 - ）
- ポンキッキえかきうた（2006年12月 - ）
有野晋哉扮する「ありのあり」が、視聴者から届いた絵描き歌を紹介するコーナー。
- くいしん坊ムックの日本全国たべあるき（2007年）
ムックが全国の漁港を訪問する。
- ニッポン流ってかっこいい（2007年3月）
関根麻里が、茶道について学ぶコーナー。

他

## イベント・企画
- ガチャピン・ムック カー

2006年夏、日産自動車とフジテレビKIDSが共同で「ガチャピン・ムックカー」を製作した（ベースはガチャピンカーがセレナ20S、ムックカーがラフェスタハイウェイスターで、両方ともMC前）。窓にはガチャピンとムックの絵や、「ポンキッキ」のロゴが印刷されている。それを記念して、楽曲「はたらくくるま」のガチャピン・ムックカーバージョンが制作され、同年に行われたお台場冒険王で初披露された。
- 川嶋あいとガチャピン・ムックのライブ

2007年1月頃に、フジテレビ本社前で行われた。
※サタキッズLIVEについては「チルドレンタイム」を参照。

## 楽曲
- 四字熟語の歌（奥華子）
- ラッキーでハッピー（ウエンツ瑛士&ガチャピン・ムック）
- 今日はめでタイ!（キグルミ）
上記コーナーのテーマソングのカバー版。
- おいでよゴリンゴ（ソウルコントロール）
MVは通常のアニメーション版と、air:manによる実写の振り付け映像の2種類存在する。
- ○△□（山口智充）[5]
放送初回はレコーディング映像が放送され、翌週からは通常のMVが放送された。
- さあ冒険だ　アレンジ版
  - オーケストラバージョン

提供紹介映像のBGMに使用されることが多かった。BSフジ『ガチャピンClub』では、毎年春のアイキャッチのBGMとして使用されていた。
  - ロックバージョン

番組の提供紹介映像のBGMに使用されることが多かった。ガチャピンチャレンジ、サタキッズLIVEのBGMにも使われた。『ガチャピンClub』のBGMとしても使用されている。

## 今月のどうよう
- 4月 - かわいいかくれんぼ（泉谷しげる）
- 5月 - シャボン玉（RAG FAIR）
- 6月 - たなばたさま（イルカ）
- 7月 - かもめの水兵さん（岸谷香）
- 8月 - 夏の思い出（森昌子）
- 10月 - お猿のかごや（美空ひばり）
- 11月 - 雪の降るまちを（広瀬香美）
- 12月 - たきび（山下久美子）

※9月は4月から8月までの歌が週代わりで再放送されたため制作されず、2007年も制作されなかった。

## タイトルコールメッセージ担当者
様々な芸能人が簡素なメッセージを言った後、「始まるよ、ポンキッキ!」とコールして番組が始まる。
- 2006年4月 - 明石家さんま
- 2006年5月 - 荒川静香
- 2006年6月 - みのもんた
- 2006年7月 - 谷亮子
- 2006年8月 - 白鵬
- 2006年9月 - 伊達公子
- 2006年10月 - 羽生善治
- 2006年11月 - 野口健
- 2006年12月[7] - 南こうせつ
- 2007年1月 - 松井秀喜
- 2007年2月 - 宮沢和史
- 2007年3月 - 南こうせつ、みのもんた、松井秀喜、明石家さんま（週交代で、過去のタイトルメッセージが再放送された）

## スタッフ
- 企画・エグゼクティブプロデューサー：小畑芳和
- 構成：永井準、舘川範雄、佐藤修
- 美術制作：武田方征
- 美術進行：内山高太郎
- 小道具：宮城淳
- 大道具：岩崎たかし
- パペット制作：山村エナミ
- CAM（カメラマン）：馬場雄二・三瓶由佳
- AUD（音声）：佐藤浩一・大塚勉
- 照明：野崎克也
- 編集：豊川勇、澤田成樹
- 音効：西山知史
- MA：吉田肇
- TK：松本曜子、岡田紗代子
- コレオグラファー：ラッキィ池田、振付稼業air:man
- えかきうた監修：山田邦子
- アニメーション：真賀里文子、木原庸佐、野中和隆、近藤真紀子、日本アニメーション、DEVILROBOTS
- 協力：フジアール、光子館
- 技術協力：八峯テレビ、FLT、IMAGICA、4-Legs
- ディレクター：菅野温夫、春日聰、小野伸哉、森田悦弘、内野和佳子、稲本祐子
- プロデューサー：中村雅一（フジテレビKIDS）、増當一也（2006年10月まで）、堀内善弘（2006年10月から）
- 制作協力：FCC
- 制作：フジテレビ・フジテレビKIDS

## 派生番組
フジテレビ系のBSデジタル放送局であるBSフジでは、過去に『ひらけ!ポンキッキ』『ポンキッキーズ』他で放送されたコンテンツを交え再編集を行った関連番組『Myポンキッキ』『東京キッズクラブ2』（後『ガチャピンClub』）を放送。また、フジテレビ運営のCS放送チャンネルフジテレビ721では「きかんしゃトーマス」を中心に歌などのコンテンツを放送する『チルドレンタイム ポンキッキwithきかんしゃトーマス』やお台場スタジオドリームメーカーなどで行われるステージライブを収録した『チルドレンタイムSP KIDSワークショップ』を放送した。

## ネット局
詳細の無いものは第一回から最終回まで放送されたネット局。系列はネット終了時のもの。
| 放送対象地域  | 放送局             | 放送日時           | 系列                                         | 備考                                   |
| ------------- | ------------------ | ------------------ | -------------------------------------------- | -------------------------------------- |
| 関東広域圏    | フジテレビ         | 金曜 15:00 - 15:28 | フジテレビ系列                               | 制作局                                 |
| 日本全域      | BSフジ             | 水曜 19:30 - 19:55 | フジテレビ系列 BS放送                        | 土曜7:00 - 7:25に再放送 最終回は未放送 |
| 北海道        | 北海道文化放送     | 日曜 6:30 - 7:00   | フジテレビ系列                               |                                        |
| 岩手県        | 岩手めんこいテレビ | 金曜 5:15 - 5:45   | フジテレビ系列                               |                                        |
| 宮城県        | 仙台放送           | 日曜 5:30 - 5:55   | フジテレビ系列                               |                                        |
| 秋田県        | 秋田テレビ         | 水曜 15:05 - 15:30 | フジテレビ系列                               |                                        |
| 山形県        | さくらんぼテレビ   | 火曜 15:30 - 16:00 | フジテレビ系列                               |                                        |
| 福島県        | 福島テレビ         | 木曜 15:02 - 15:30 | フジテレビ系列                               |                                        |
| 新潟県        | 新潟総合テレビ     | 土曜 5:30 - 6:00   | フジテレビ系列                               |                                        |
| 富山県        | 富山テレビ         | 月曜 14:40 - 15:03 | フジテレビ系列                               |                                        |
| 石川県        | 石川テレビ         | 月曜 15:30 - 15:56 | フジテレビ系列                               |                                        |
| 福井県        | 福井テレビ         | 土曜 6:00 - 6:30   | フジテレビ系列                               |                                        |
| 中京広域圏    | 東海テレビ         | 土曜 6:15 - 6:45   | フジテレビ系列                               |                                        |
| 鳥取県 島根県 | 山陰中央テレビ     | 火曜 16:25 - 16:55 | フジテレビ系列                               | 2006年12月打ち切り                     |
| 岡山県 香川県 | 岡山放送           | 金曜 15:00 - 15:28 | フジテレビ系列                               |                                        |
| 愛媛県        | テレビ愛媛         | 土曜 5:05 - 5:30   | フジテレビ系列                               | 2006年12月打ち切り                     |
| 高知県        | 高知さんさんテレビ | 月曜 15:25 - 15:55 | フジテレビ系列                               |                                        |
| 福岡県        | テレビ西日本       | 土曜 5:30 - 6:00   | フジテレビ系列                               |                                        |
| 佐賀県        | サガテレビ         | 水曜 15:30 - 16:00 | フジテレビ系列                               |                                        |
| 長崎県        | テレビ長崎         | 日曜 6:30 - 7:00   | フジテレビ系列                               |                                        |
| 熊本県        | テレビ熊本         | 月曜 15:00 - 15:30 | フジテレビ系列                               |                                        |
| 宮崎県        | テレビ宮崎         | 月曜 16:00 - 16:25 | フジテレビ系列 日本テレビ系列 テレビ朝日系列 |                                        |
| 鹿児島県      | 鹿児島テレビ       | 土曜 5:35 - 6:00   | フジテレビ系列                               |                                        |